# Фриба, Ханс
Ханс Фриба (нем. Hans Fryba; 24 апреля 1899, Райзенберг, Нижняя Австрия — 3 января 1986, Граматнойзидль, Нижняя Австрия) — австрийский контрабасист и композитор.

## Биография
Окончил Венскую академию музыки (1922) у Эдуарда Маденского. На протяжении трёх лет работал в Венском симфоническом оркестре, затем в 1925—1929 гг. первый контрабас Афинского филармонического оркестра и профессор Афинской консерватории. В 1929—1968 гг. первый контрабас Оркестра романской Швейцарии и преподаватель Женевской консерватории. По выходе на пенсию вернулся в родные края.
Написал ряд сочинений, вошедших в базовый репертуар для контрабаса, — прежде всего, «Сюиту в старинном стиле для контрабаса соло» (1954).
Среди его учеников такие музыканты, как Клаус Трумпф.